# City of Angels (série télévisée)
City of Angels est une série médicale américaine en vingt-quatre épisodes de 44 minutes diffusés sur CBS entre le 16 janvier et le 21 décembre 2000.

## Synopsis
La série se concentre sur les vies professionnelles et privées des médecins et infirmiers du Angels of Mercy Hospital de Los Angeles en Californie.

## Fiche technique
Sauf indication contraire, les informations mentionnées dans cette section peuvent être confirmées par la base de données cinématographiques IMDb,  présente dans la section « Liens externes ».
- Titre original : City of Angels
- Réalisation : Paris Barclay, Kevin Hooks, Bill Duke, Reginald Hudlin, Clark Johnson, Michael Schultz et Greg Beeman
- Scénario : Paris Barclay, Steven Bochco, Nicholas Wootton, Jonathan R. Hiatt et  Charles Murray
- Photographie : Geary McLeod et Charles Mills
- Musique : Mike Post, Amy Keys et Brian McKnight
- Casting : Scott Genkinger et Junie Lowry-Johnson
- Montage : Jane Kass, Monty DeGraff, Scott Eilers et Debra I. Moore
- Décors : Daniel Loren May
- Costumes : Brad R. Loman
- Production : Robert D. Simon, Jonathan R. Hiatt, Dayna Kalins et Harold Sylvester
  - Producteur délégué : Kevin Hooks et Steven Bochco
  - Coproducteur : Lisa Vinnecour et Nicole Carrasco
  - Producteur codélégué : Paris Barclay
  - Producteur associé : Jesse Bochco
  - Superviseur de la production : Rick Wallace et Nicholas Wootton
- Sociétés de production : Steven Bochco Productions et CBS Productions
- Société de distribution : CBS
- Chaîne d'origine : CBS
- Pays d'origine :  États-Unis
- Langue originale : anglais
- Genre : Série médicale
- Durée : 44 minutes

## Distribution

### Acteurs principaux
- Blair Underwood : Dr Ben Turner
- Michael Warren : Ron Harris
- Hill Harper : Dr Wesley Williams
- Phil Buckman : Dr Geoffrey Weiss
- Viola Davis : Lynnette Peeler
- T. E. Russell : Dr Arthur Jackson
- Vivica A. Fox : Dr Lilian Price
- Maya Rudolph : Grace Patterson
- Robert Morse : Edwin O'Malley
- Gabrielle Union : Dr Courtney Ellis
- Gregory Alan Williams : Dr Nathan Ambrose
- Kyle Secor : Dr Raleigh Stewart

### Acteurs secondaires et invités
- Tamara Taylor : Dr Ana Syphax
- Harold Sylvester : Wendell Loman
- Jeremiah Birkett
- Robert Foxworth : Dr Dan Prince
- Octavia Spencer : Bernice
- Sandi Schultz : Dr Gwen Pennington
- Tzi Ma : Dr Henry Lu
- Tony Plana : Javier Guerrero
- Niecy Nash : Eveline Walker
- Diana Maria Riva : Connie
- Bokeem Woodbine : Dr Damon Bradley
- Phil Reeves
- James McEachin
- Ron Taylor : Lester Bell
- Marshall Manesh : Khalil Chaudry
- Paula Newsome : Dr Helen Chanley
- James Pickens Jr. : Wilson Patterson
- Shannon Whirry : Gina
- L. Scott Caldwell : Angela Patterson
- Tony Perez
- Bennet Guillory
- Aldis Hodge : Marcus Hall
- Ossie Davis : Henry, roi d'Angleterre
- Brooke Bloom : Kelly
- Kenny Blank : Malcolm
- Ivonne Coll : Miss Hernandez
- Mark Kiely : Elliot
- Kevin Cooney : l’avocat de l'hôpital
- Steven Williams : Emerill Jordan
- Lauren Tom
- K. Todd Freeman
- Daniel von Bargen : Stewart Rafferty
- Phyllis Lyons : Claire Rafferty
- Elizabeth Rodriguez
- Gary Anthony Williams : Elliot
- Dale Dickey : Rose Odalee Greenup
- Wendell Pierce : Norbert Grimly
- Willie Garson : Norman Lewis
- Tamala Jones
- Richard Riehle : Dr Whitney
- Adina Porter : Hazina
- Merrin Dungey : Mme Lombard
- George Wyner : Dr Heller
- Dakin Matthews : l'avocat de l'hôpital
- Garrett Morris : Dr Frank Hollister
- Michael Paul Chan : Dr Malcolm Wong
- Barry Shabaka Henley : Delmar Forchette
- Brent Jennings : Lieutenant Elden Baker
- Steven Gilborn : Dr Solomon
- Clifton Davis : Dr Langston Ellis

## Épisodes

### Saison 1
1. Prototype
2. Oscar de la Boya
3. Weenis Between Us
4. The High cost of Living
5. The Prince and the Porker
6. Unhand Me
7. Ax and Ye Shall Receive
8. Cry Me a Liver
9. Assume the Position
10. Deliver the Male
11. When Worlds Colitis
12. To Halve or Halve Not
13. Dress for Success

### Saison 2
1. Leg Erie
2. Jerque Du Soleil
3. Bride and Prejudice
4. A Farewell to Arm
5. Straight Flush
6. Nathan's Hot Dog
7. The Lone Free-Ranger
8. Saving Faces
9. Smoochas Gracias
10. SWAT's Happening
11. Pick and Roll Over